# Detention
Detention (lat. detinere fastholde) er et lokale på en politistation eller et passagerskib, hvor indbragte berusede- og narkopåvirkede personer samt ballademagere anbringes til de har sovet rusen ud og eller faldet til ro. Ved tvivl om hvor vidt personen kan klare detentionsanbringelse vil politiet kontakte en læge mhp. vurdering om personen er lægeligt egnet til det eller ej.

## Ekstern henvisning
- borger.dk: Anbringelse i detention Arkiveret 7. maj 2022 hos  Wayback Machine
- Rigspolitichefen A Kundgørelse II Nr. 55 om anbringelse af berusede personer i politiets detentioner